# Campanula cretica
Campanula cretica ist eine Pflanzenart aus der Gattung der Glockenblumen (Campanula) in der Familie der Glockenblumengewächse (Campanulaceae).

## Merkmale
Campanula cretica ist ein ausdauernder Schaft-Hemikryptophyt, der Wuchshöhen von 10 bis 45 Zentimeter erreicht. Die Blätter sind 35 bis 140 Millimeter groß, herz- oder nierenförmig und gekerbt. Die einseitswendige Traube ist wenigblütig. Die Blüten sind hängend. Zur Blütezeit sind die Staubbeutel zu einer Röhre verwachsen, die den Griffel umgibt. Die Krone ist ungefähr 30 Millimeter groß und blau oder weiß.
Die Blütezeit reicht von Juli bis September.

## Vorkommen
Campanula cretica ist auf Kreta im Regionalbezirk Chania endemisch. Die Art wächst dort in Felsspalten, Mauern und Böschungen in Höhenlagen von 50 bis 1700 Meter.

## Systematik
Die Pflanze wurde vom Schweizer Botaniker Alphonse Pyrame de Candolle 1830 unter dem Namen Symphyandra cretica in Monographie des Campanulées ... avec Vingt Planches Seite 366 erstbeschrieben. Der deutsche Botaniker David Nathaniel Friedrich Dietrich versetzte 1839 die Art als Campanula cretica in die Gattung Campanula der Glockenblumen ein.

## Belege
- Ralf Jahn, Peter Schönfelder: Exkursionsflora für Kreta. Mit Beiträgen von Alfred Mayer und Martin Scheuerer. Eugen Ulmer, Stuttgart (Hohenheim) 1995, ISBN 3-8001-3478-0, S. 294.